# پوپوکاتپتل
پوپوکاتپتل (انگلیسی: Popocatépetl) کوهی آتشفشانی در ایالت مورلوس، مکزیک است.
ارتفاع این قله ۵٬۴۲۶ متر می‌باشد و و از سال ۲۰۰۵ تا ۲۰۱۴ به صورت مداوم فعال بوده است.

## نگارخانه

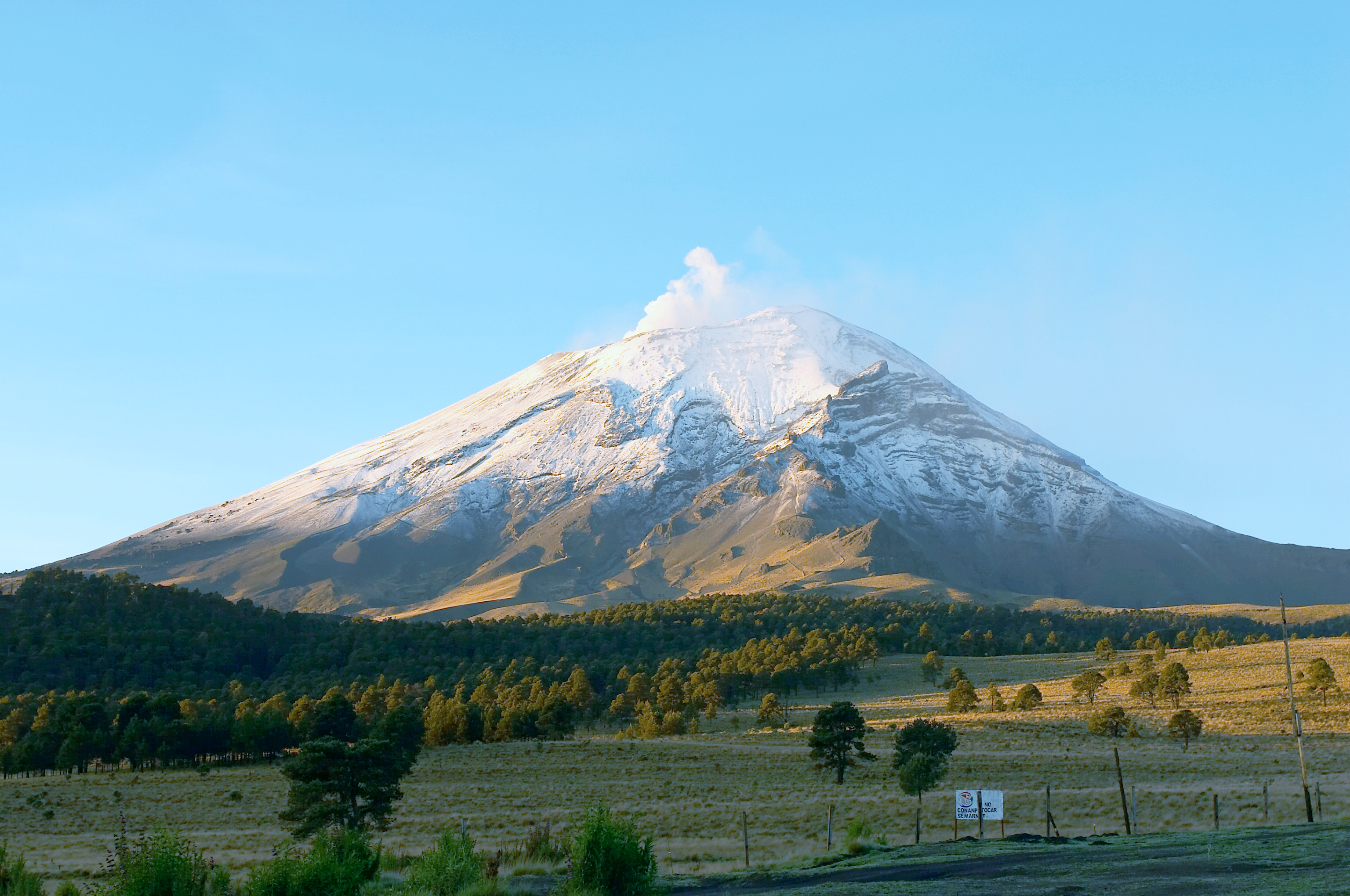
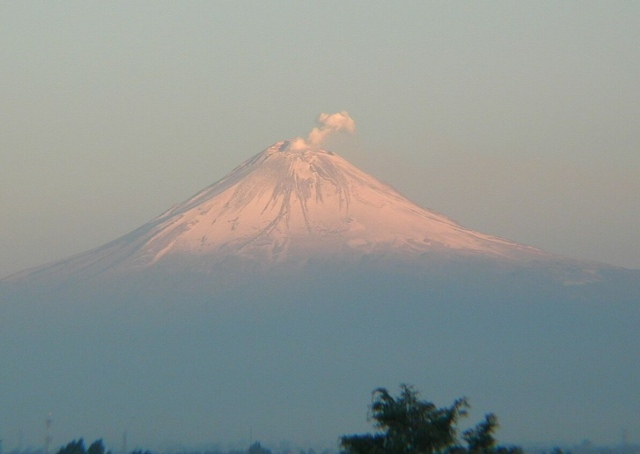
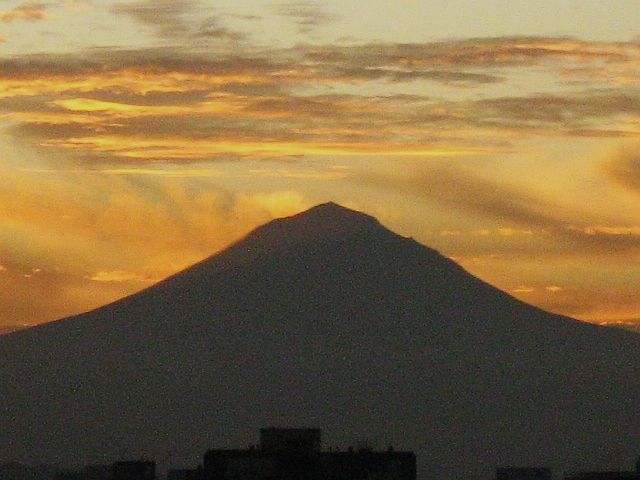
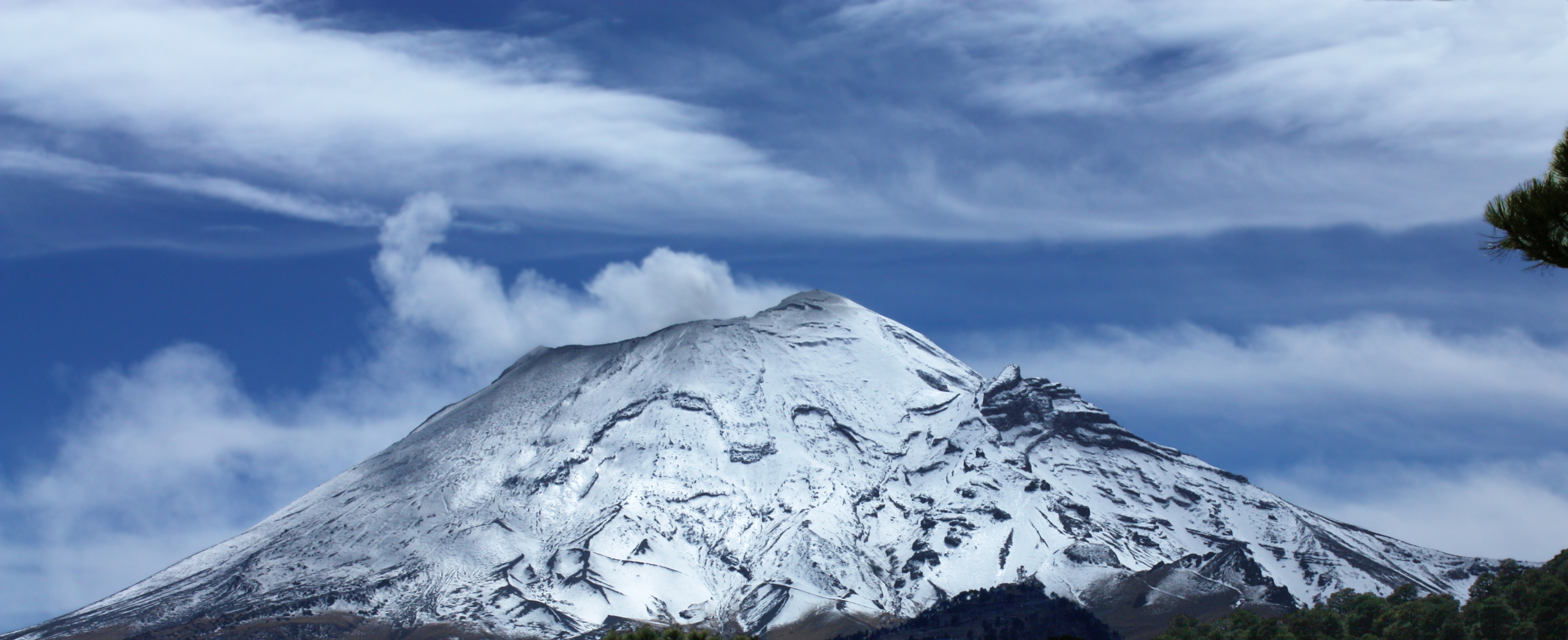
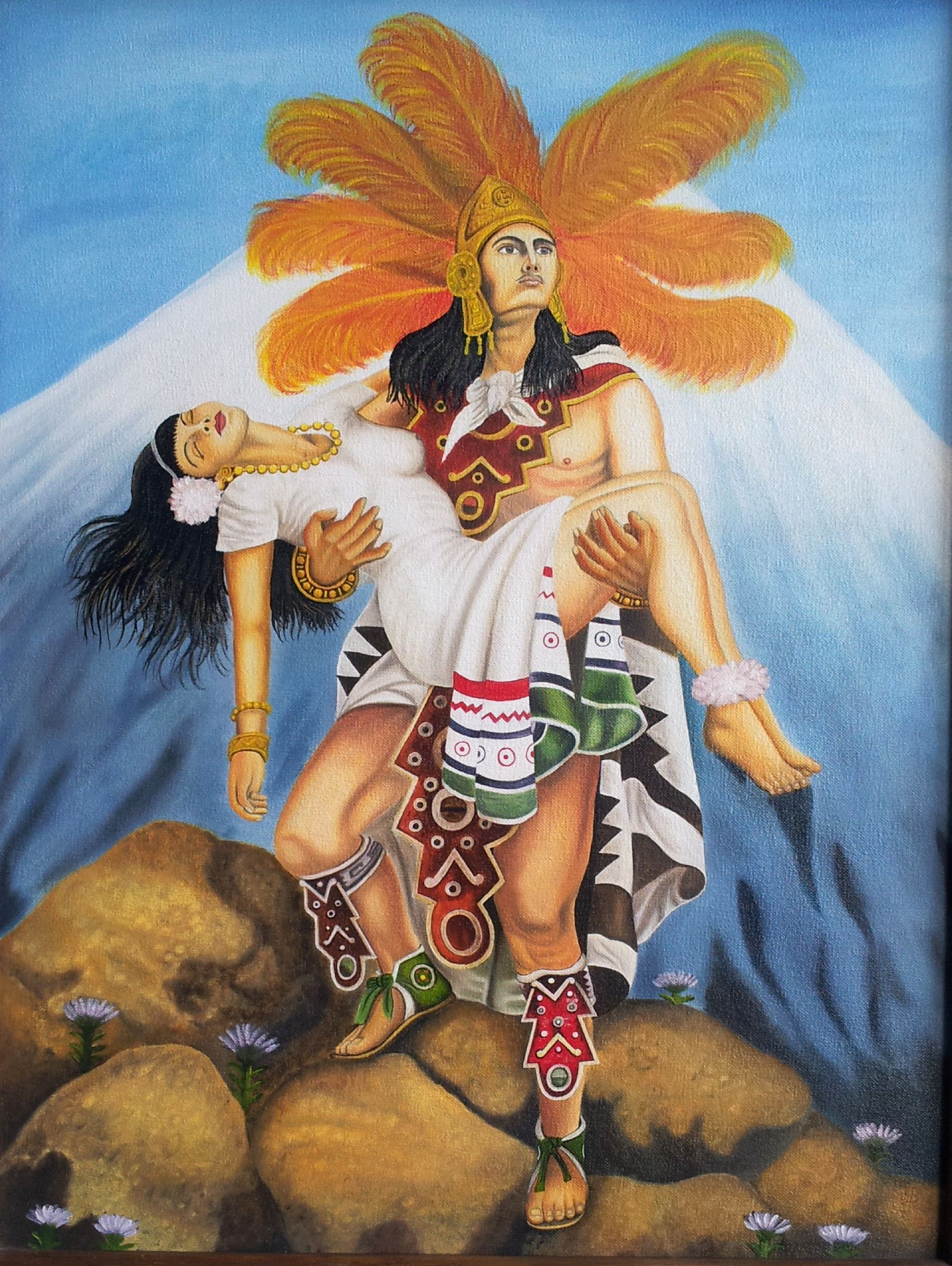